# Aeroportul Internațional Dera Ghazi Khan
Aeroportul Internațional Dera Ghazi Khan (IATA: DEA, ICAO: OPDG) este un aeroport din Punjab, Pakistan ce deservește zona Dera Ghazi Khan⁠(d). A fost numit după zona deservită.
Situat la o altitudine de 148 m, aeroportul dispune de o singură pistă. Este operat de Pakistan Civil Aviation Authority⁠(d).